# San Dorligo della Valle
San Dorligo della Valle (eslovè Dolina) és un municipi italià, dins de la província de Trieste. L'any 2007 tenia 5.999 habitants. Limita amb els municipis de Koper, Hrpelje-Kozina, Sežana (Eslovènia), Muggia (Milje) i Trieste.

## Fraccions
- Bagnoli della Rosandra (Boljunec)
- Bottazzo (Botač)
- Caresana (Mačkolje)
- Crociata di Prebenico (Križpot)
- Crogole (Kroglje)
- Dolina
- Domio (Domjo)
- Draga Sant'Elia (Draga)
- Francovez (Frankovec)
- Grozzana (Gročana)
- Hervati (Hrvati)
- Lacotisce (Lakotišče)
- Log (Log)
- Mattonaia (Krmenka)
- Pesek
- Prebeneg
- Puglie di Domio (Polje)
- Sant'Antonio in Bosco (Boršt)
- San Giuseppe della Chiusa (Ricmanje)
- San Lorenzo (Jezero)

## Situació lingüística
| Pertinença lingüística (cens 2001) | 29,50% italià |
| Pertinença lingüística (cens 2001) | 70,50% eslovè |

## Administració
| Període | Identitat       | Partit        |
| ------- | --------------- | ------------- |
| 2004-   | Fulvia Premolin | Llista cívica |

## Galeria fotogràfica

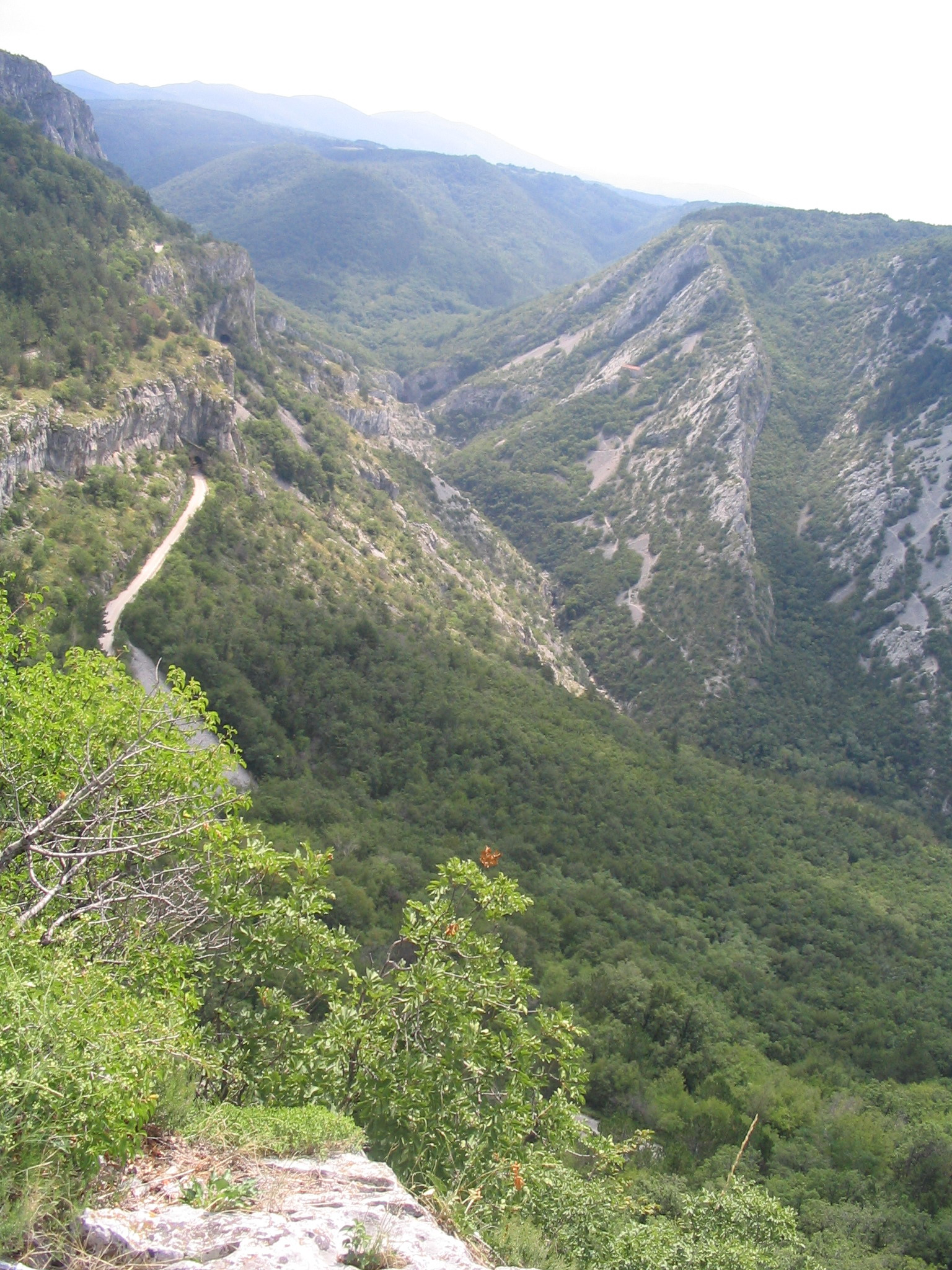
Canyó del riu Rosandra
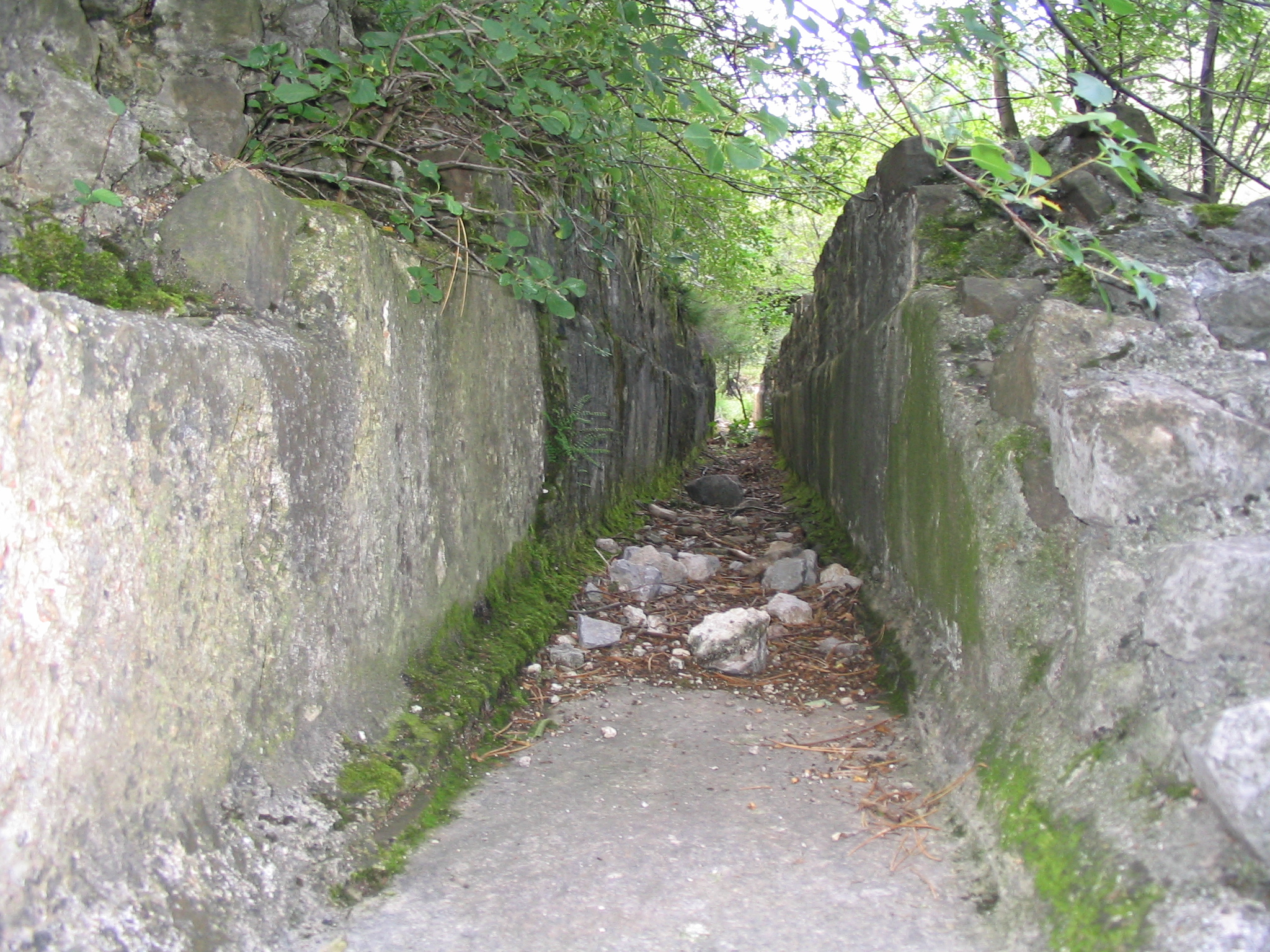
Calçada romana a Val Rosandra (Glinščica)
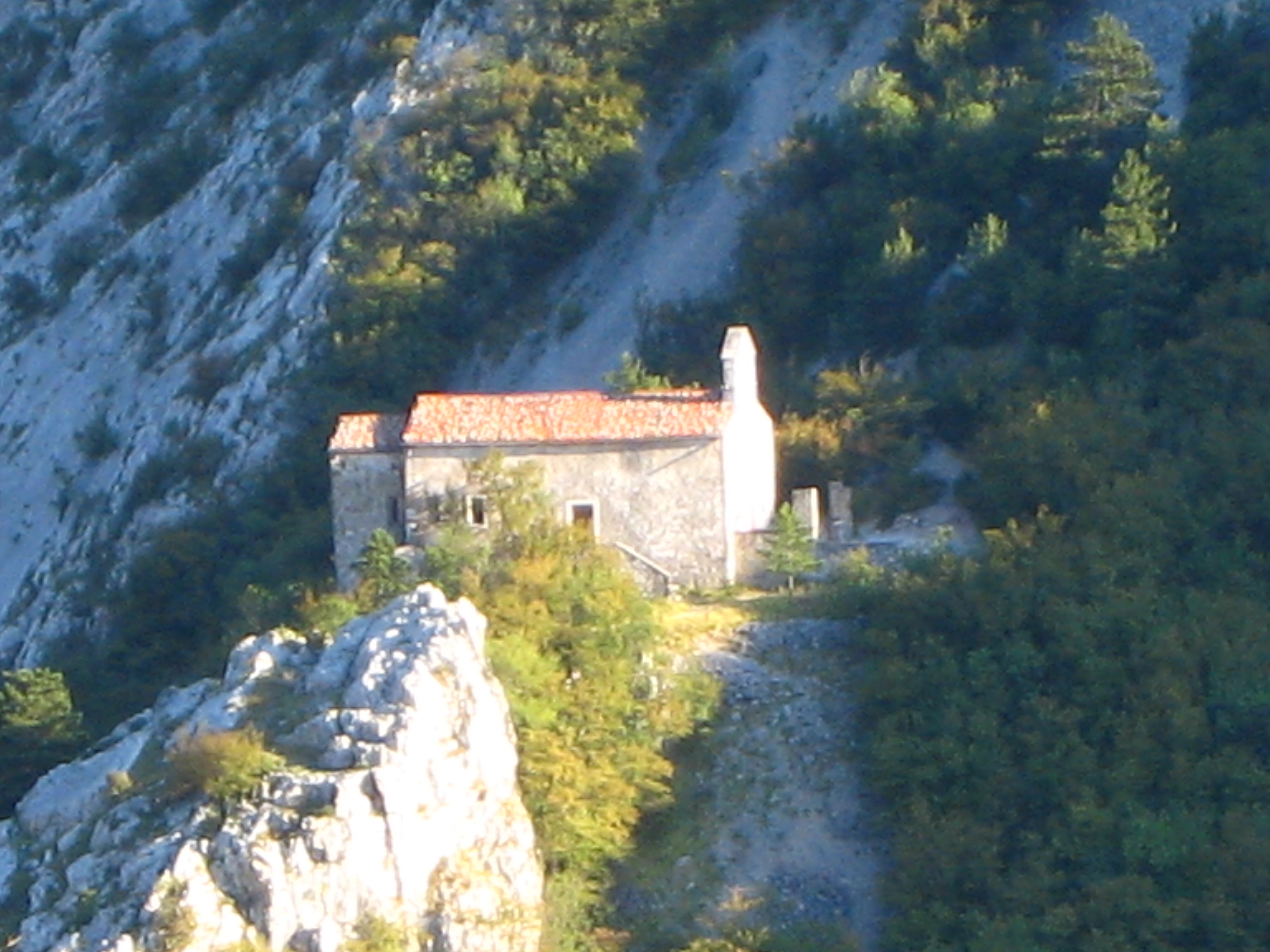
Església de Santa Maria a Siaris